# Silverdale (Staffordshire)
Silverdale es una parroquia civil y un pueblo del distrito de Newcastle-under-Lyme, en el condado de Staffordshire (Inglaterra).

## Geografía
Según la Oficina Nacional de Estadística británica, Silverdale tiene una superficie de 3,66 km².

## Demografía
Según el censo de 2001, Silverdale tenía 4921 habitantes (48,93% varones, 51,07% mujeres) y una densidad de población de 1344,54 hab/km². El 19,22% eran menores de 16 años, el 72,49% tenían entre 16 y 74, y el 8,29% eran mayores de 74. La media de edad era de 39,91 años. Del total de habitantes con 16 o más años, el 27,92% estaban solteros, el 51,27% casados, y el 20,81% divorciados o viudos.
Según su grupo étnico, el 98,39% de los habitantes eran blancos, el 0,71% mestizos, el 0,43% asiáticos, el 0,2% negros, el 0,1% chinos, y el 0,16% de cualquier otro. La mayor parte (97,32%) eran originarios del Reino Unido. El resto de países europeos englobaban al 0,83% de la población, mientras que el 1,85% había nacido en cualquier otro lugar. El cristianismo era profesado por el 81,54%, el budismo por el 0,1%, el hinduismo por el 0,06%, el judaísmo por el 0,06%, el islam por el 0,61%, el sijismo por el 0,08%, y cualquier otra religión por el 0,24%. El 11,05% no eran religiosos y el 6,26% no marcaron ninguna opción en el censo.
Había 2157 hogares con residentes y 95 vacíos.